# 神戸市電

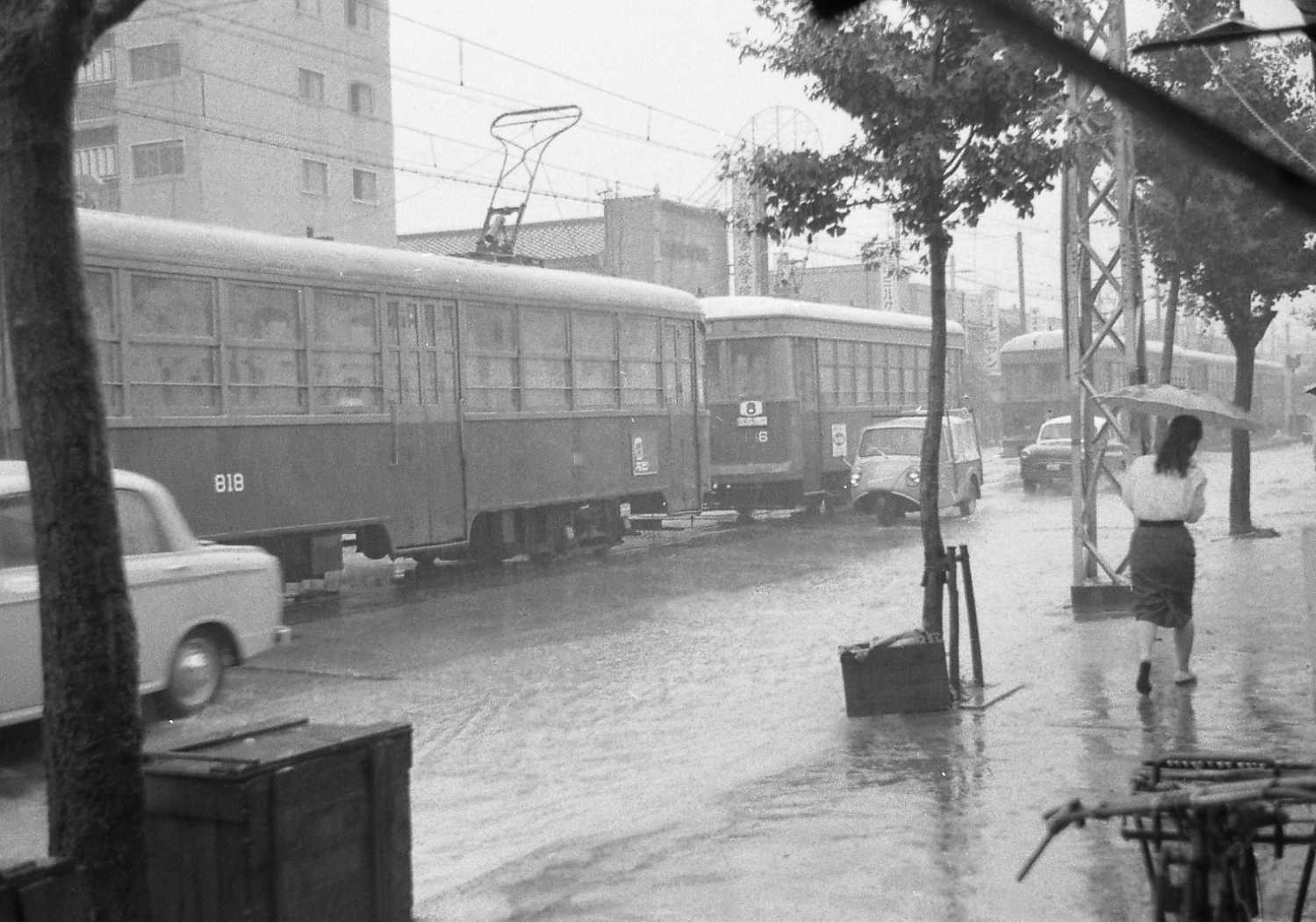
雨の上沢通りを走行する800型
（1961年6月27日）

神戸市電（こうべしでん）は、かつて神戸市交通局が運営していた路面電車（市電）。神戸市の市営交通事業は神戸市電により1917年に開始された。
1910年に神戸電気鉄道によって、兵庫と神戸の両市街地を結ぶ路面電車として開業、1917年に神戸市に買収されて電気局（のちの交通局）が運営するようになった。その後、神戸市の発展に伴って路線を拡大、全盛期には35.6 kmの路線網を有したが、モータリゼーションの進展や神戸高速鉄道の開通によって乗客が減少、1971年に全線が廃止された。

## 概要

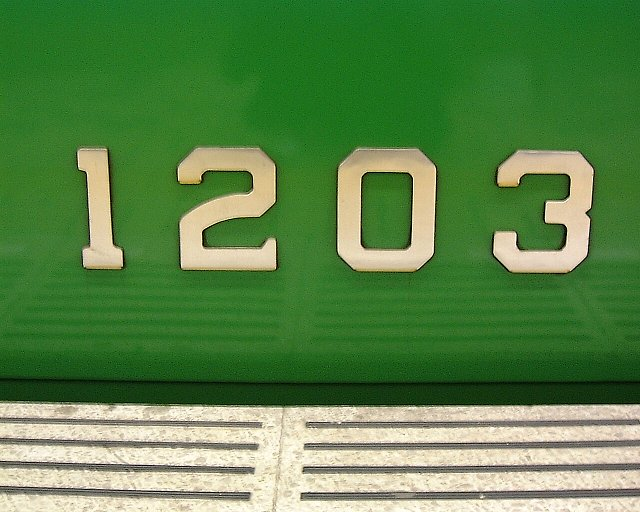
地下鉄へ引き継がれた塗色と車両番号書体（地下鉄1000形）

神戸市電の開業は旧六大都市の中で一番遅かったが、他都市に先んじて低床車や鋼製車体を採用するなど、先進的な技術を積極的に導入したほか、1935年には座席に転換クロスシートを採用した画期的な「ロマンスカー」700形を登場させた。車体の塗色もぶどう色などの暗色系の単色が車体塗装の主流だった昭和戦前期において、いち早くグリーンとクリームのツートンカラーを採用し、市民から「みどりの市電」と親しまれた。サービス面でも女子車掌を採用し、安全面においても救助網にフェンダー・ストライカーを採用して、障害物が車輪に巻き込まれる前にすくい上げることができるようにするなどの配慮がなされていた。このようなハード・ソフト両面におけるきめ細かい取り組みにより、神戸市電は「東洋一の市電」と称された。
軌間は標準軌 (1435 mm)、電圧は直流600 V。六甲山南麓を東西へと広がる神戸市街の特徴のままに、路線網も東西に長く、「山手」と「浜手」の2ルートに大きく分けられる。また神戸へ集まってくる各私鉄とのアクセスも担っており、中でも長田での山陽電鉄との平面交差（山陽電鉄は当時、兵庫 - 長田間で地上の併用軌道を走っていた）及び両者の電圧が異なるためのデッドセクションは名物だった。
車体塗色は、開業当時には茶色一色だったが、1933年から緑色に変更、1935年の700形ではそれまでの緑一色から緑の濃淡として、現在まで伝えられる「みどりの神戸市電」のイメージを確立し、それまでに登場した車両も全車このツートンカラーに変更された。この塗色は神戸のシンボルの一つとして親しまれ、これまた神戸市電独特の角ばった車番表記とともに、現在の神戸市営地下鉄へ引き継がれている。
ゴム入りの弾性車輪の試用、ロマンスカー700形の運転など、革新的な技術・サービスを積極的に採り入れる事業者でもあった。その一つに、婦人専用電車（1920年、日本初）の運行がある。現在の神戸市営地下鉄でも通年終日1両が女性専用車両となっている。
廃止後に余剰となった車両58両が須磨沖に人工魚礁として沈められ、全廃から50年を経た2021年に海中写真を趣味とする神戸市職員らの調査によって海底に車体の一部が残存していることが確認された。

## 歴史

### 黎明期

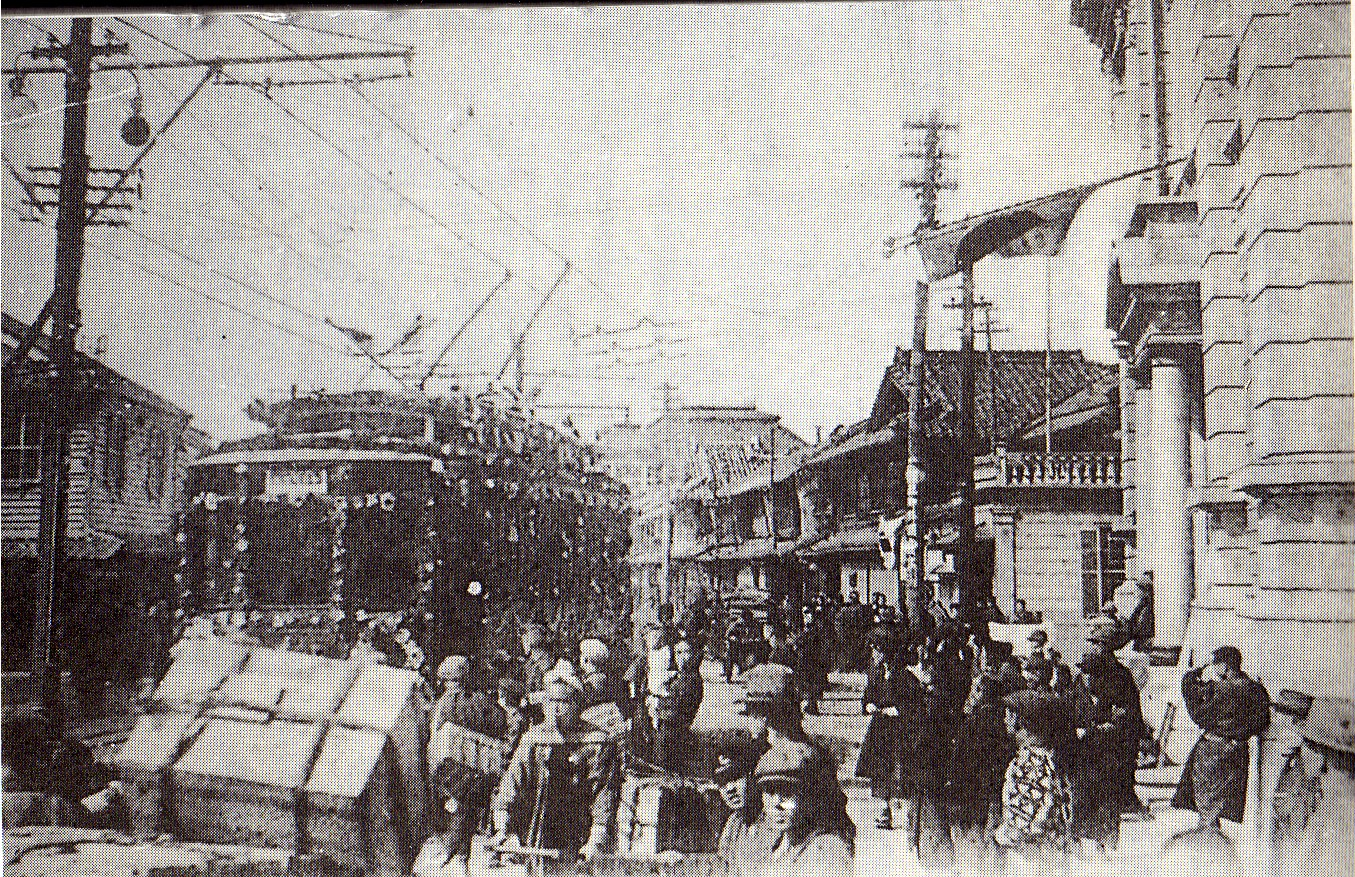
神戸電気鉄道開業日の様子

神戸市内における路面電車の敷設計画は、1890年代初期（明治20年代中期）にまで遡る。当初は時期尚早論が強く、道路幅が確保できないことを理由に市会においても反対されていたが、1900年代（明治30年代中期）になると実現に向けて動き出した。今度は事業主体を市営とするか民営とするかで意見が分かれたが、当時の水上浩躬神戸市長が財政上の問題から市内電車の早期敷設のためには民間企業による敷設やむなしと判断、将来の市への事業譲渡などを条件に、民間企業の出願を認めることとなった。これによって当初から市内電車建設計画を持っていた神戸電気鉄道をはじめ5社が出願したほか、阪神電気鉄道も神戸側の終点を三宮からメリケン波止場まで延伸する路線免許を出願するなど、出願者が続出する有様となった。こうした状況を受けて市と出願者の間で協議を行った結果、神戸電気鉄道を中心に合資協力を行うこととなり、発起人の増員と増資を実施して再出願を行い、1906年（明治39年）11月に内務大臣から敷設特許が交付された。
神戸電気鉄道は免許を交付された第1期、第2期線合わせて26 kmのうち、神戸市内の中心部を東西に貫き、当時はまだ別の町の色彩が強かった兵庫と神戸を結ぶ、春日野（後の春日野道） - 兵庫駅前間の建設を開始した。軌道をはじめ車庫、工場、発電所といった施設の工事も順調に進み、1910年（明治43年）4月5日、春の好天に電車を一目見ようと大勢の見物人が詰め掛け、沿線の軒先には「祝開業」の文字を入れた真っ赤な提灯がずらりとぶら下げられるなど、祝賀ムードがあふれる中開業した。この後も1912年（明治45年）から1913年（大正2年）にかけて、布引線、兵庫線、平野線を開業させたほか、この間の1913年5月には、行政と神戸財界の周旋により、配電事業における過当競争を防ぐために神戸電気鉄道開業前から神戸市内で配電事業を行っていた神戸電燈と合併、社名を神戸電気と改称した。

### 電気局の誕生
神戸市と神戸電気鉄道の間に締結されていた出願時の付帯条件の中に、「第1期線は2年以内、第2期線は4年以内に竣工すること」という一条があった。会社側もそれに従って路線延長を繰り返したが、開業後4年を経過した1914年（大正3年）に入っても路線の総延長が約12.2 kmと、当初計画された路線網の半分にも満たず、計画全路線の完成が大幅に遅れることは明瞭であった。計画が遅れた理由としては内務省の軌道敷設基準が厳しくなって従来より広い道路幅員が必要になり、その分用地買収にかかる費用が増大したことが挙げられる。しかし、市民の間から計画路線の早期敷設を求める声が日増しに高まり、このまま民営で事業を進めていくのでは神戸市の発展速度に建設が追いつけないことが危惧されたため、公営事業として運営しようとの声が高まり、神戸市は1916年（大正5年）から神戸電気との間で買収交渉を開始、9か月に渡る交渉と滝川儀作神戸商業会議所会頭の調停によって買収案が妥結、監督官庁の許可を受けて1917年（大正6年）8月に神戸市は「神戸市電気局」を発足させ、神戸電気の軌道・電気供給業を引き継いだ。
電気局発足以後は第1期線のうち最後まで残っていた布引線の残部の延伸工事を開始、1919年（大正8年）4月に熊内1丁目 - 上筒井間が開業、翌1920年（大正9年）には阪神急行電鉄神戸線が開通して上筒井に大阪への新しいターミナルが誕生した。未着手の第2期線については出願後に神戸市内が大きく発展したことから計画の見直しを実施、市会の議決を経て出願、1920年5月に許可が下り、1921年（大正10年）8月の加納町3丁目 - 大倉山間の開通を皮切りに順調に延伸を続け、1925年（大正14年）3月に和田線の中之島 - 今出在家2丁目間が開通して、当初計画路線が完成するとともに市電末期まで続く「山手」「浜手」を結ぶ市電ネットワークが確立された。

### 飛躍への基礎固め
路線網の整備とともに、サービスの充実も図られることとなった。1920年にはイロハ式の系統表示を開始したほか、後述のように日本初の婦人専用電車の運転を開始した。婦人専用電車は短期間の取組で終了したが、2期線がほぼ完成した1924年2月に運転系統の大改正を実施、これを機に系統表示をイロハ式から神戸を訪れる外国人に配慮して、日本初採用といわれるアラビア数字を使用したものとなった。
進取の気風は車両の面でもあらわれた。1920年には日本初の低床ボギー車であるC車10両（後の500形501 - 510）が登場、翌1921 - 1922年にかけて登場したE車20両（後の500形511 - 530）とともに激化する混雑緩和に寄与した。低床車は同時期に製造されたD車 (Nos.101 - 150)、F車 (Nos.171 - 175) といった単車にも導入され、ステップを低くすることで乗降環境の改善に寄与した。そして1923年には日本初の鋼製車（スチールカー）として知られるG車20両（Nos.181 - 200、後に201 - 220に改番）が登場、引き続いて登場したH車 (Nos.221 - 240) とともに安全性と経済性の両面から鋼製車体の有利なことを実証したことから、翌1924年には神戸市内に乗り入れる阪急、阪神の両私鉄が500形（阪急）、371形（阪神）といった鋼製車を就役させたほか、その後鉄道省はじめ全国の鉄道事業者が鋼製車両を導入するきっかけとなった。市電においても以後の増備はすべて鋼製車となり、I車 (Nos.531 - 550)、J車 (Nos.551 - 562)、K車 (Nos.563 - 587)、L車 (Nos.588 - 597) といった3扉大型ボギー車が続々と製造された。また、G車の登場とともに、障害物が前面のストライカーに接触すると前輪の前に設けた救助網が自動的に落下して障害物が車輪に巻き込まれる前にすくい上げるフェンダー・ストライカーを採用、安全面の向上に貢献するとともに、その後40年近くにわたって市電による人身死亡事故が発生しないという快挙のもととなった。
車両面の充実のほかに路線の延長や施設の改良・拡充も積極的に行われた。1921年には第3期線として須磨線、高松線、板宿線、夢野線、脇浜線などの路線を出願、中でも須磨線は兵庫電気軌道の海岸支線と競願となったが、前年に合併した須磨町との合併交渉の際に市電路線の旧町内への延伸を強く要望され、合併後は新たに設けられた林田区、須磨区の住民が「市電須磨線速成同盟会」を作るなどして積極的に運動を行った住民側の動きなどが考慮されて、市側に免許が交付されることとなった。この他の路線は脇浜線の脇浜 - 芦屋川間や板宿 - 五番町7丁目間の山手線などのように他社との競願・並行路線の免許申請は却下されたものの、おおむね受理されて1922年8月17日付で須磨線をはじめ高松、板宿、夢野、脇浜各線の免許が交付された。路線の延長は沿線人口の増加が著しい須磨線から開始され、都市計画事業の起債認可が遅れたために工事開始も遅れたが、1924年から1927年にかけて須磨駅前までの全線が開通、続いて高松線の延長工事が行われ、1928年11月に高松跳開橋が竣工したことから、同月19日に全通、兵庫運河周辺の住工混在地域の利便性が向上した。市電の延伸を支えるように車庫や工場の拡充も行われ、1922年には長田工場が車庫を併設した形で開設、工場は修繕業務のほか、車両の自家製造を行う方針で建設された。車庫も市営当初の小規模なものを昭和初期までに須磨、布引、春日野、長田の4車庫に集約して管理の効率化を図った。
ところが、1929年に発生した世界恐慌や、同時期に勃興してきたバスやタクシーの前に、市電の利用者数は1928年をピークに減少傾向を見せ始める。また、市内の鉄道網も東海道・山陽本線灘駅 - 鷹取駅間の高架複々線化及び吹田駅 - 須磨駅間電化に伴う省線電車の運転開始をはじめ阪急神戸線の三宮駅延長、阪神本線の岩屋駅以西の地下化および三宮駅 - 元町駅間の延長が1936年までに実施され、1927年には阪神間に新たに整備された阪神国道上に阪神国道電軌が開業し、同年には宇治川電気によって兵庫電気軌道と神戸姫路電気鉄道が経営統合されたことによって1928年には兵庫 - 姫路間直通運転が開始され、同年には神戸有馬電気鉄道が開業するなど、昭和初期に市内の交通地図が大きく変更されようとしていた。市電もこれらの情勢を踏まえて、ソフト・ハードの両面から大きな変革を遂げることとなった。
なお、神戸市でも1930年から市バス事業を開始している。

### 第二次世界大戦以前の労働争議
1930年（昭和5年）、神戸市は東京市電の労働争議に参加した職員の解雇を発表。これに抗議する従業員約900人がストライキを実施。同年4月21日から4月28日までダイヤが乱れた。
この際、労使間の交渉により解雇者の復職こそ認められなかったものの、解雇手当の代わりに金一封を出すこと、定年に達した補助車掌の処遇を考慮すること、食事時間を30分に延長することなど処遇改善が認められることとなった。
また1937年（昭和12年）、神戸市は従業員組合平田執行委員長ほか幹部4人について怠業を理由として懲戒解雇を発表。これに抗議する従業員約500人が同年7月6日始発電車より再びストライキを始めた。会社側は従業員約400人を車庫に缶詰にして運転要員を確保、運行停止を阻止しようとしたがダイヤは大きく乱れた。ストライキを行った従業員らは淡路島の洲本へ移動、結束を図るとともに同業、他業種の労働組合からの支援を受け神戸市側との交渉を進めた。

### 東洋一の神戸市電

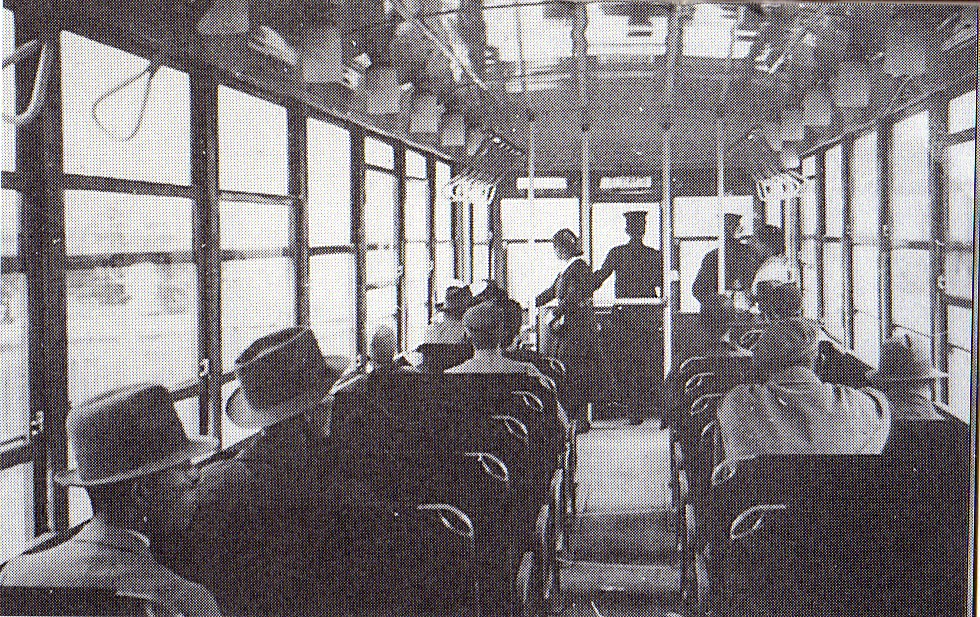
ロマンスカーの車内

市電の路線延長は高松線開業以降緊縮財政のあおりを受けて残余3路線の延伸工事の中断を余儀なくされたが、このうち脇浜線については阪神国道の三宮までの延伸に伴って軌道を国道上に移設することが、先に開通した阪神国道電軌との接続に有効であると判断されたことから、路線名を東部国道線に変更のうえ、新たに3期6号線として追加された税関線とともに変更・追加申請を行い、両線とも1932年から1935年にかけて開業、板宿・夢野両線のうち、板宿線が1937年に開業したことで、夢野線を除く3期線の敷設は一応完成した。
1931年には省線の高架化に伴い、従来市電が上になって立体交差していたものを、市電の跨線橋を撤去して地上線とし、その空隙に省線の高架橋を渡す切り替え工事を市内4か所の跨線橋で行うこととなった。切り替え工事は10月9日夜から10日未明にかけて実施され、両線の軌道切り替えは大きな事故もなく一夜にして完了した。
車両面での近代化も着実に進められていった。1920年代から市電創業時に製造されたA車、B車のモーター及び台車を低床用のものに換装、1932年までに全車完了した。同時に1930年からはB車を皮切りに300形への鋼体化改造を開始。これに自信を得た電気局は引き続いてA車の300形への鋼体化改造を実施、1932年までに完了した。鋼体化は順次進められ、1931年から1935年にかけてD車、F車が400形に、1932年には市電初のボギー車であるC車が600形に、それぞれ鋼体化改造を実施され、残る木造車はE車のみとなった。また、1933年には長く市民に親しまれ、のちの地下鉄にまで引き継がれる緑色を車体色に採用した。
車両面の充実のほかにも1929年から停留所への安全地帯の設置を順次進め、1933年にはスピードアップを申請して受理されたことから、1934年からスピードアップを実施、運転時間が大幅に短縮された。また、1935年には女子車掌が登場。そして、これらの施策の集大成として同年にE車を鋼体化して登場したのが、日本の鉄道車両史上長く語り継がれることとなった700形「ロマンスカー」であった。その画期的な内装に比べるとあまり伝わっていない話として、700形の登場により神戸市電は、同時期に301,311,321,331形の1001,1101,1111,1121,1141形への鋼体化改造を完了した阪神とともに、日本初となる全営業車両の鋼製車化を完了した。また、300形から700形に至る各形式とも長田工場で鋼体化工事が行われ、電気局が持つ技術力と製造力の高さを車両メーカーや他の事業者にも示した。
これらの取組の結果、神戸市電は路線規模は旧六大都市中もっとも短いものの、1932年時点での1か月における市民一人当たりの利用回数は1位、1時間あたりの運転回数や1 km当たりの事業収入も1位と、他都市を大きくリードする実績を築いていた。車両面で京阪神3都市の市電を比較しても、1601形や流線型の901形、日本の路面電車で初めて前中式の乗降扉を採用した、「水雷型電車」の愛称で知られる斬新な鋼体化車の801形といった当時の日本の路面電車を代表する車両を擁しながらも、170両が製造された1081形や明治末期に登場した501形、601形といった木造ボギー車を大量に抱えて近代化の進まなかった大阪市電、画期的な「青電」600形が登場していたが、創業期に製造された広軌1形や大正末期から昭和初期にかけて製造された500形ボギー車に、200形、300形単車といったクラシカルな外観の車両が主力だった京都市電に比べると、神戸市電の先進性は際立つものがあった。こうしてスマートで軽快、良質なサービスの神戸市電は神戸を訪れたビジネスマンや旅行者、船員から賞賛されただけでなく、神戸市民にとっても誇りとなり、当時の時代風潮から「日本一」を飛び越えて「東洋一の神戸市電」と称されることとなった。こうした実績をもとに、『神戸市交通局八十年史』中には「神戸市電は名実ともに日本一であったと誇って良いだろう」との一文が記されている。
1933年（昭和8年）11月8日から行われた第一回神戸みなと祭りでは、花電車を運行して祭りを盛り上げた。

### 水害と戦災を乗り越えて

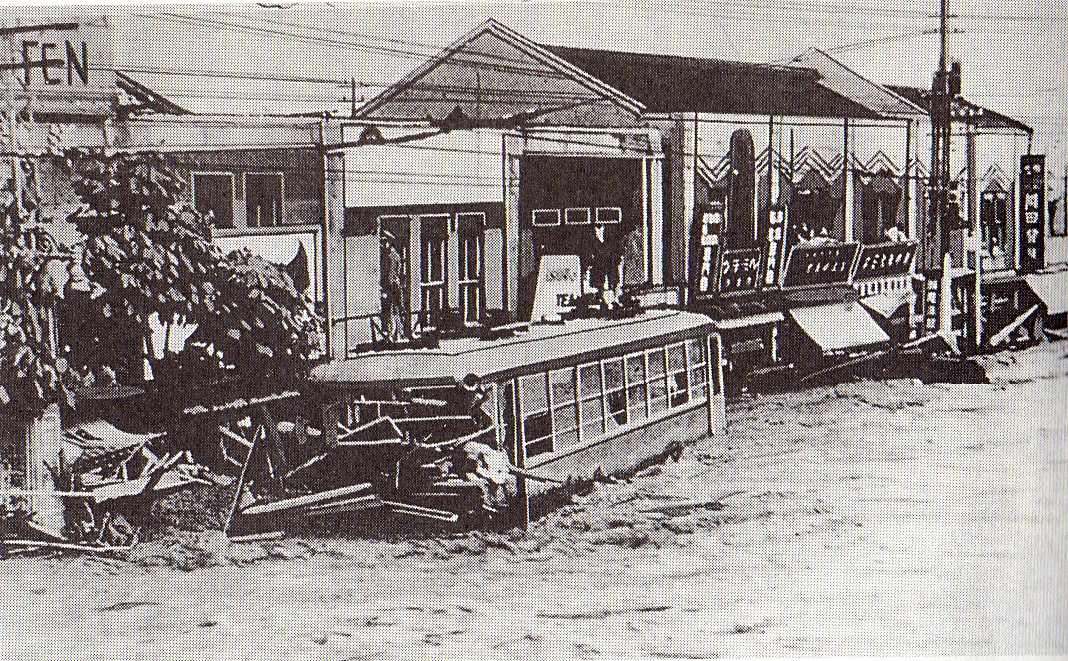
阪神大水害で被害を受ける神戸市電、神戸市加納町三丁目付近

700形の投入をはじめとしたソフト・ハード両面でのサービス向上策が功を奏して、省線電車の開通や阪急・阪神の市内乗り入れによる減収を最小限に抑え、市電の利用者数も1932年を底に回復基調をたどるようになった。また、3期線の敷設に一定のめどがついたことから、第4期線として、税関前から湊町1丁目まで、現在の国道2号線となる海岸通を走る海岸線を軸に既存路線との接続路線を含めた3路線と、西郷町・西灘村・六甲村を1929年に編入して発足した灘区内の交通事情改善のために、阪急三宮延長に伴って交通結節点としての機能が低下した上筒井終点から、西宮上ヶ原に移転した関西学院の旧キャンパスである原田の森を抜けて、現在の山手幹線を当時の郡市境である石屋川まで結ぶ4路線の新たな計画線の出願を行い、前者については1937年に、後者は1939年にそれぞれ認可された。しかし、1937年7月7日に勃発した盧溝橋事件から戦火が拡大、やがて日中全面激突の様相を示すようになると、日増しに戦時色が濃くなり、燃料不足によるバス事業の縮小によって市電の乗客は増えたものの、物資不足によって車両の増備も路線延長もままならなくなり、サービス向上も二の次となってしまった。それに追い討ちをかけるように1938年7月5日に発生した阪神大水害で神戸市内は壊滅的な被害を受ける。その復興もままならぬうちに太平洋戦争に突入し、末期の神戸大空襲（1945年3月17日、6月5日）では長田車両工場をはじめ須磨・布引・春日野の3車庫も被災したことから、軌道や架線の被害を含めると市電は壊滅的な大打撃を受けてしまった。
それでもこれらの災禍を乗り越え、1948年までには空襲の被害が著しかった柳原線を除く全路線と車庫の復旧をなし遂げ、1953年の石屋川線全通で、路線網は最長の35.6 kmに達した。なお1942年5月からは、配電事業の関西配電への移管に伴い、管轄部署名を「交通局」に改称している。
しかし1960年代に入るとモータリゼーションの影響により市電の乗客は減少し、赤字問題も俎上に乗せられた。1966年には税関線が廃止され、路線の縮小がはじまった。一時は主な路線を高架化し、定時性と速度を確保した新たな交通機関に再生するプランも浮上したが実現せず、神戸市会では1967年10月、市電全廃を前提とした「交通事業財政再建計画案」を議決。市電は結局、翌1968年以降毎年の区間廃止を経て、1971年（昭和46年）3月13日限りで62年弱（市営としては54年弱）の幕を閉じた。最後まで残った路線は三宮阪神前 - 楠公前 - 和田岬 - 大橋九丁目 - 板宿であった。
所属車両の一部は後述の通り他事業者へ譲渡されたが、譲渡されなかった車両は前述のように人工魚礁として須磨海づり公園付近の海に沈められた。
市電の晩年に当たる1968年4月7日には、阪急・阪神・山陽を直結し神鉄とも連絡する神戸高速鉄道が開業、また同年6月24日には神戸市交通事業審議会が高速鉄道網（地下鉄）建設を答申している。市営地下鉄の初開業（西神線、名谷駅 - 新長田駅）は1977年3月13日、市電最後の日からちょうど6年後である。

### 年表
- 1910年（明治43年）4月5日 春日野（後の春日野道） - 滝道 - 楠公前 - 兵庫駅前間5.857 kmが神戸電気鉄道として開業。
- 1913年（大正2年）5月1日 神戸電気鉄道が神戸電燈と合併し神戸電気に社名変更。
- 1917年（大正6年）8月1日 神戸電気を買収、神戸市電気局として市営軌道事業開始。この時点で軌道延長12.27 km、車両は94両（木造単車90両、散水車4両）。
- 1920年（大正9年）10月30日 運転系統を区別するために「イ、ロ、ハ…」の片仮名系統板の使用開始。
- 1924年（大正13年）2月20日 運転系統板をアラビア数字に変更。
- 1928年（昭和3年）11月9日 天皇即位大典奉祝花電車を運転。
- 1933年（昭和8年）4月1日 塗色に緑色を採用。
- 1935年（昭和10年）1月1日 東部国道線三宮阪神前 - 脇浜町間の開通に伴い、並行する磯上線滝道 - 春日野間を休止（12月24日撤去）。
- 1935年（昭和10年）12月25日 路面電車としては日本初のクロスシート車（ロマンスカー）700形を投入。
- 1941年（昭和16年）2月1日 平日ラッシュ時の急行運転を開始。
- 1942年（昭和17年）5月19日 神戸市電気局から神戸市交通局に改称。
- 1942年（昭和17年）9月21日 急行運転を日・祝日にも拡大、運転時間も延長。
- 1944年（昭和19年）4月1日 車内座席の撤去、男女別乗降、シリース運転、女子運転士の採用など、戦時運転を実施。
- 1945年（昭和20年）3月17日 兵庫線のうち築島 - 西柳原間休止（1960年廃止）。
- 1945年（昭和20年）10月1日 乗換券制度を廃止。
- 1949年（昭和24年）12月1日 電車女子車掌制度を廃止。
- 1951年（昭和26年）3月31日 集電装置をビューゲル化。
- 1951年（昭和26年）12月20日 荷物電車制度を廃止。
- 1953年（昭和28年）10月1日 石屋川線六甲口 - 石屋川間が開通し、路線長が35.6 kmと過去最長となる。
- 1959年（昭和34年）4月1日 女性車掌が登場。
- 1966年（昭和41年）5月1日 税関線（三宮阪神前 - 税関前間。現在のフラワーロードに当たる）を廃止。路線縮小を前提とした廃止が始まる。
- 1967年（昭和42年）10月21日 市会、市電の全廃を中心とした「交通事業財政再建計画案」を議決。
- 1968年（昭和43年）4月14日 ワンマン運転を開始。
- 1971年（昭和46年）3月13日 この日限りで市電全線廃止。

## 路線
- 栄町線：（滝道分岐点：三宮阪神前南方） - 楠公前 - 有馬道 - 新開地 - 兵庫駅前
- 税関線：（滝道分岐点：三宮阪神前南方） - 税関前
- 東部国道線：（三宮分岐点：三宮阪神前北方） - 春日野道 - 脇浜町
- 布引線：（滝道分岐点：三宮阪神前南方） - 三宮阪神前 - （三宮分岐点：三宮阪神前北方） - 加納町三丁目 - 上筒井一丁目
- 石屋川線：上筒井一丁目 - 石屋川
- 山手・上沢線：加納町三丁目 - 大倉山 - 楠町六丁目 - 湊川公園西口 - 長田
- 平野線：有馬道 - 楠町六丁目 - 平野
- 楠公東門線：楠公前 - 大倉山
- 湊川線：新開地 - 湊川公園西口
- 兵庫線：楠公前 - 築島 - 西柳原
- 尻池線：築島 - 中之島 - 松原通三丁目 - 東尻池二丁目 - 尻池北町 - 長田
- 和田線：中之島 - 和田岬 - （高松橋分界点：東尻池八丁目南方）
- 高松線：（高松橋分界点：東尻池八丁目南方） - 東尻池二丁目
- 須磨線：東尻池二丁目 - 大橋町九丁目 - 衣掛町 - 須磨駅前
- 板宿線：大橋町九丁目 - 板宿
- 磯上線：（滝道分岐点：三宮阪神前南方） - 春日野（春日野道）

## 私鉄との連絡停留所
- 三宮阪急前[注釈 11]：阪急電鉄（1936年以降、神戸駅→三宮駅）
- 上筒井一丁目：阪急電鉄（阪急神戸線開通当時から。後に神戸駅→上筒井駅と改称し、1940年に廃止）
- 滝道：阪神本線（滝道駅、1933年廃止）
- 三宮阪神前[注釈 11]：阪神本線（三宮駅→神戸駅→三宮駅）
- 春日野道：阪神本線
- 脇浜町（わきのはまちょう）：阪神国道線（国道線は東神戸電停）
- 兵庫駅、長田、板宿、須磨駅前：山陽電鉄（山陽側の電鉄兵庫駅、長田駅は1968年4月6日までの営業）
- 湊川公園：神戸電鉄
- 原田：阪急電鉄（阪急は西灘駅、後の王子公園駅）

### 私鉄との連絡輸送
脇浜町では阪神国道線とレールが繋がっており、毎年11月に行われた「みなとの祭」（神戸まつりの前身）の時には花電車が同線山打出まで直通運転していた。また、須磨駅前から先は、山陽電鉄が電鉄須磨駅（現山陽須磨駅）西方で国道2号線上に入り、電鉄塩屋駅（現山陽塩屋駅）東方まで併用軌道だったことから、一時期は山陽電鉄ともレールが繋がっていた。戦時下の1944年、両接続点から戦時輸送のため市電車両が阪神国道線・山陽電鉄に乗り入れることとなった。野菜などの物資の輸送を主目的としていたが、阪神側は余り実施されず、山陽側も車輪フランジの高さが相違していたことにより、ポイントで電車が乗り上げてしまったため試運転数回のみで取りやめになった。終戦直後に山陽電鉄が戦災や風水害で車両不足に陥った際には、この連絡線を使って市電から500形が乗り入れて兵庫 - 須磨寺間で運用されたことがあった。

## 1962年（昭和37年）当時の運転系統

### 須磨車庫所属
系統色
- 地色：◇ 白
- 文字色：◆ 赤

系統
- 1系統
  - 区間：板宿 - 板宿間（循環）
  - 経由地：大橋9丁目 - 東池尻2丁目 - 和田岬 - 中之島 - 裁判所前 - 大倉山 - 楠町6丁目 - 長田 - 東尻池2丁目 - 大橋9丁目

- 2系統
  - 区間：板宿 - 板宿間（循環）
  - 経由地：大橋9丁目 - 東尻池2丁目 - 長田 - 楠町6丁目 - 大倉山 - 裁判所前 - 中之島 - 和田岬 - 東尻池2丁目 - 大橋9丁目

- 3系統
  - 区間：須磨駅 - 須磨駅間（循環）
  - 経由地：大橋9丁目 - 東尻池2丁目 - 松原5丁目 - 中之島 - 裁判所前 - 三宮阪神前 - 加納町3丁目 - 大倉山 - 楠町6丁目 - 長田 - 東尻池2丁目 - 大橋9丁目

- 4系統
  - 区間：須磨駅 - 須磨駅間（循環）
  - 経由地：大橋9丁目 - 東尻池2丁目 - 長田 - 楠町6丁目 - 大倉山 - 加納町3丁目 - 三宮阪神前 - 裁判所前 - 中之島 - 松原5丁目 - 東尻池2丁目 - 大橋9丁目

- 14系統
  - 区間：鷹取町 - 将軍通間
  - 経由地：大橋9丁目 - 東尻池2丁目 - 長田 - 楠町6丁目 - 大倉山 - 加納町3丁目 - 上筒井1丁目

- 15系統
  - 区間：板宿 - 三宮阪急前間
  - 経由地：大橋9丁目 - 東尻池2丁目 - 松原5丁目 - 中之島 - 裁判所前 - 三宮阪神前

### 石屋川車庫所属
系統色
- 地色：◆ 赤
- 文字色：◇ 白

系統
- 5系統
  - 区間：石屋川 - 石屋川間（循環）
  - 経由地：上筒井1丁目 - 加納町3丁目 - 大倉山 - 裁判所前 - 中之島 - 和田岬 - 東尻池2丁目 - 長田 - 楠町6丁目 - 大倉山 - 加納町3丁目 - 上筒井1丁目

- 6系統
  - 区間：石屋川 - 兵庫駅間
  - 経由地：上筒井1丁目 - 加納町3丁目 - 三宮阪神前 - 裁判所前 - 有馬道 - 新開地

- 7系統
  - 区間：石屋川 - 石屋川間（循環）
  - 経由地：上筒井1丁目 - 加納町3丁目 - 大倉山 - 楠町6丁目 - 長田 - 東尻池2丁目 - 和田岬 - 中之島 - 裁判所前 - 大倉山 - 加納町3丁目 - 上筒井1丁目

### 東尻池車庫所属
系統色
- 地色：◇ 白
- 文字色：◆ 青

系統
- 8系統
  - 区間：東尻池2丁目 - 税関前間
  - 経由地：長田 - 楠町6丁目 - 大倉山 - 加納町3丁目 - 三宮阪神前

- 9系統
  - 区間：東尻池2丁目 - 将軍通間
  - 経由地：長田 - 湊川公園 - 新開地 - 有馬道 - 裁判所前 - 三宮阪神前 - 加納町3丁目 - 上筒井1丁目

### 春日野車庫所属
系統色
- 地色：◆ 青
- 文字色：◇ 白

系統
- 10系統
  - 区間：脇浜町 - 平野間
  - 経由地：春日野道 - 三宮阪神前 - 裁判所前 - 有馬道 - 楠町6丁目

- 11系統
  - 区間：平野 - 兵庫駅間
  - 経由地：楠町6丁目 - 有馬道 - 新開地

- 12系統
  - 区間：脇浜町 - 脇浜町間（循環）
  - 経由地：春日野道 - 三宮阪神前 - 裁判所前 - 中之島 - 和田岬 - 東尻池2丁目 - 長田 - 湊川公園 - 新開地 - 有馬道 - 裁判所前 - 三宮阪神前 - 春日野道

- 13系統
  - 区間：脇浜町 - 脇浜町間（循環）
  - 経由地：春日野道 - 三宮阪神前 - 裁判所前 - 有馬道 - 新開地 - 湊川公園 - 長田 - 東尻池2丁目 - 和田岬 - 中之島 - 裁判所前 - 三宮阪神前 - 春日野道

## 車両

### 在籍した車両
- A車・B車
- D車
- C車・E車・I車・J車・K車・L車→500形
- G車・H車→200形（初代）
- F車
- 300形
- 400形
- 600形
- 700形
- 750形
- 800形
- 900形
- 1000形
- 1100形
- 1150形
- 100形（2代目）
- 200形（2代目）

### 現存する元在籍車両

#### 現役
- 広島電鉄570形（元・神戸市電500形） 582号[1]
- 広島電鉄1150形（元・神戸市電1150形） 1156号[1]

広島電鉄は輸送力強化や車両更新を図るため各地の廃業した路面電車車両を買い取り、神戸市電からはワンマンカー29両を購入して1971年11月から運行した。老朽化で大半が処分されたが、広島電鉄と神戸市交通局は2021年に記念企画「リバイバル（再評価）神戸」を実施するなど共同の企画も行っている。

#### 保存
- 神戸市営地下鉄名谷車両基地（須磨区） 年に2回の公開日に観覧可能。
  - 700形 705号。集電器はトロリーポール、車内はロマンスカーと呼ばれた当時のクロスシートに復元。ただし、このクロスシートはオリジナルではなく、戦後の750形に使用されていたものを利用している。
  - 800形 808号。

このほか、700形760号他2両のカットボディ（前頭部）もある。
- 御崎公園（兵庫区・市電和田車庫跡）
  - 1100形 1103号（を参照）
- 小寄公園（東灘区・旧本山交通公園）
  - 1150形 1155号

このほかにも何両かが保存されている。

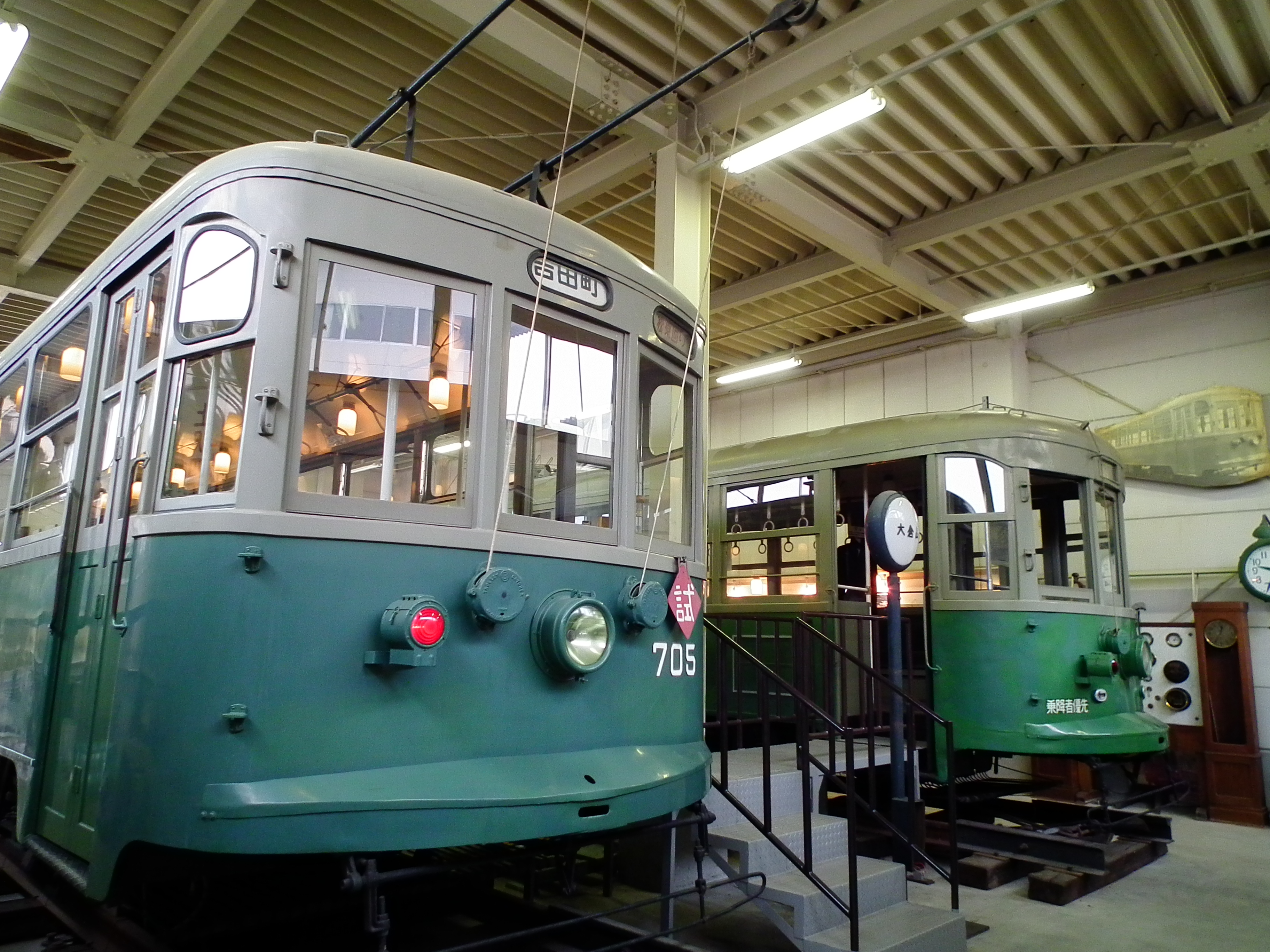
神戸市営地下鉄名谷基地に保存されている705号と808号（許可を得て撮影）
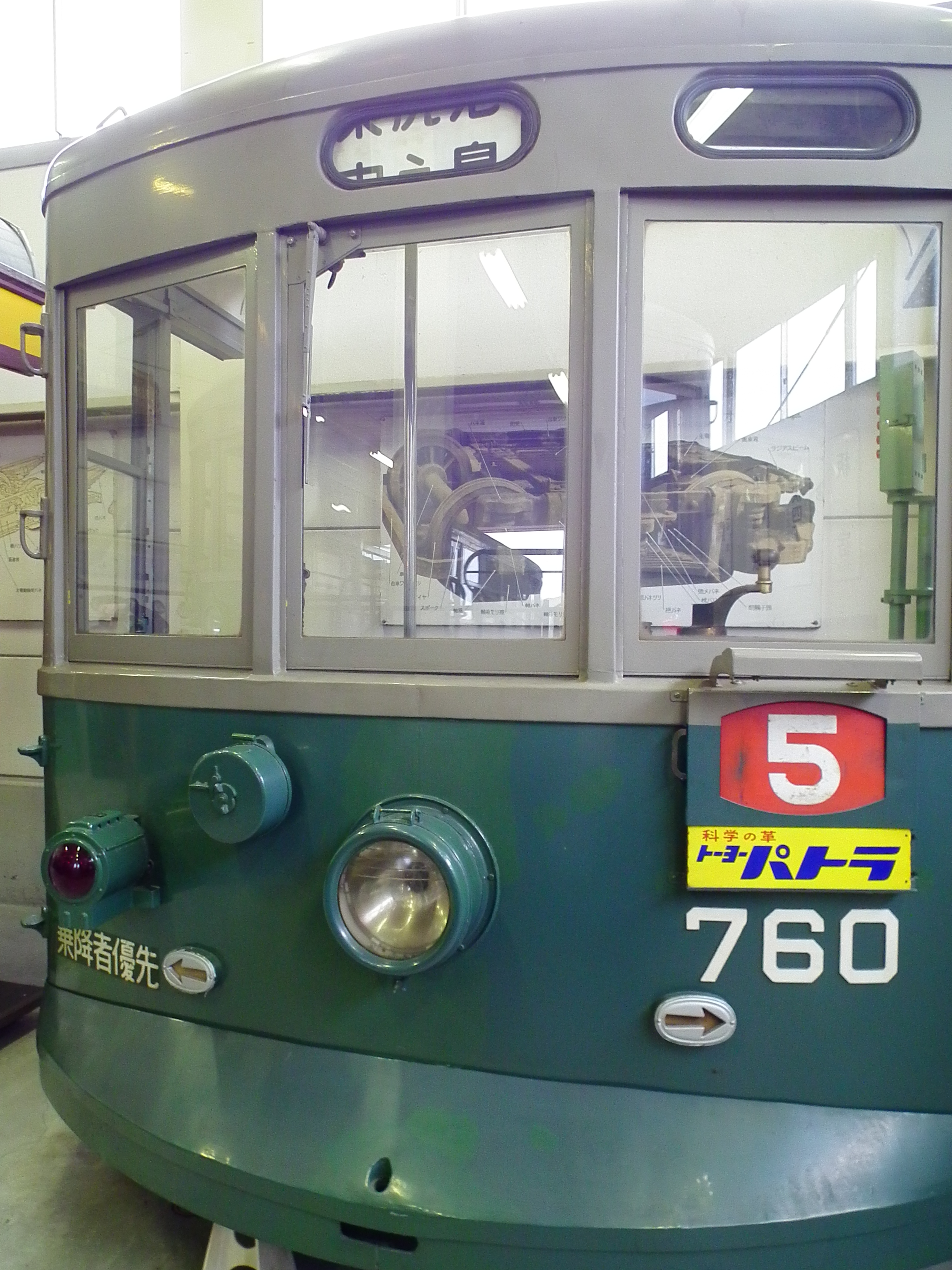
神戸市営地下鉄名谷基地に保存されている760号のカットボディ（許可を得て撮影）
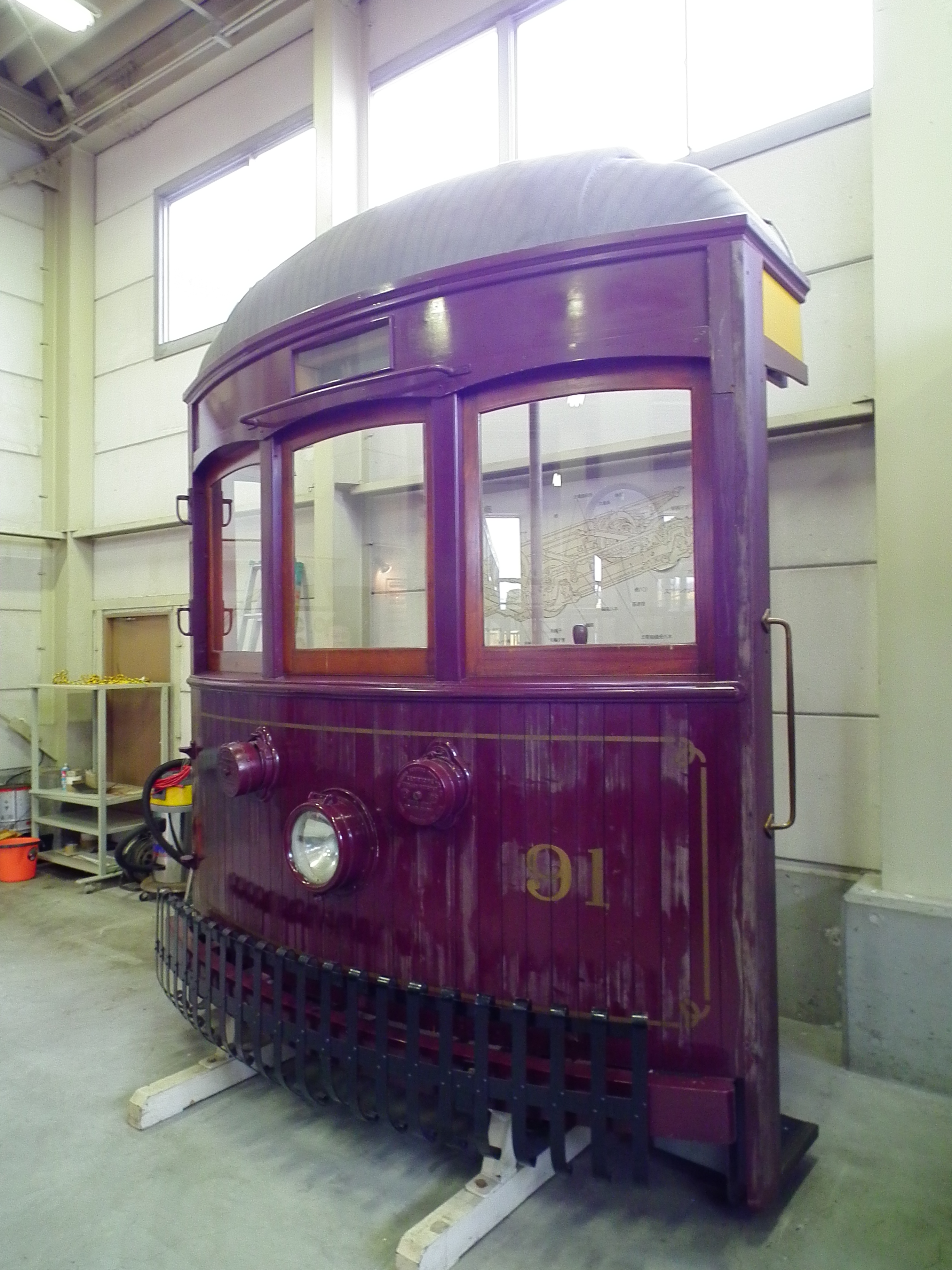
神戸市営地下鉄名谷基地に保存されている91号のカットボディ（許可を得て撮影）
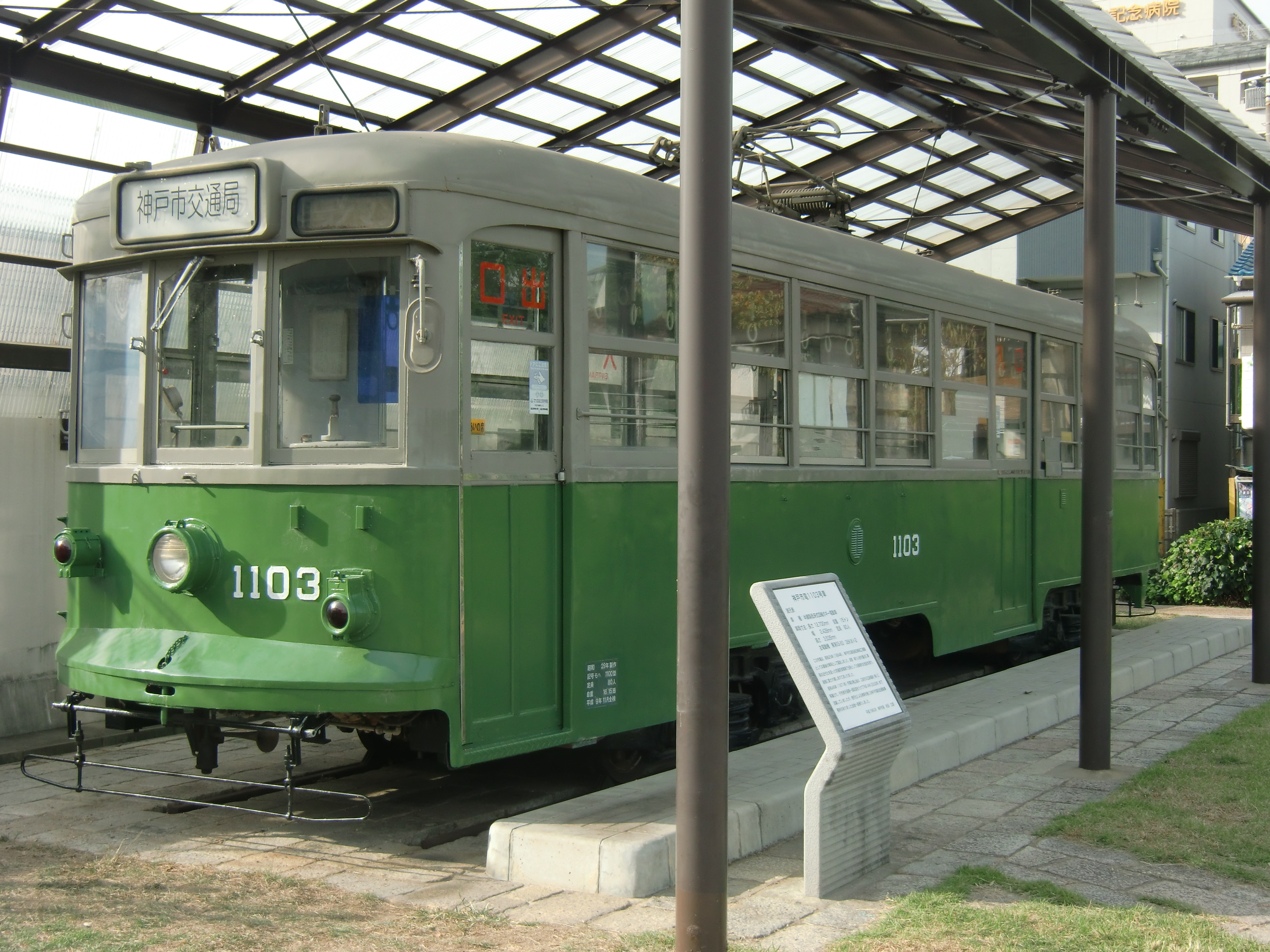
ノエビアスタジアム神戸横の御崎公園で保存されている1103号（2012年10月8日撮影）
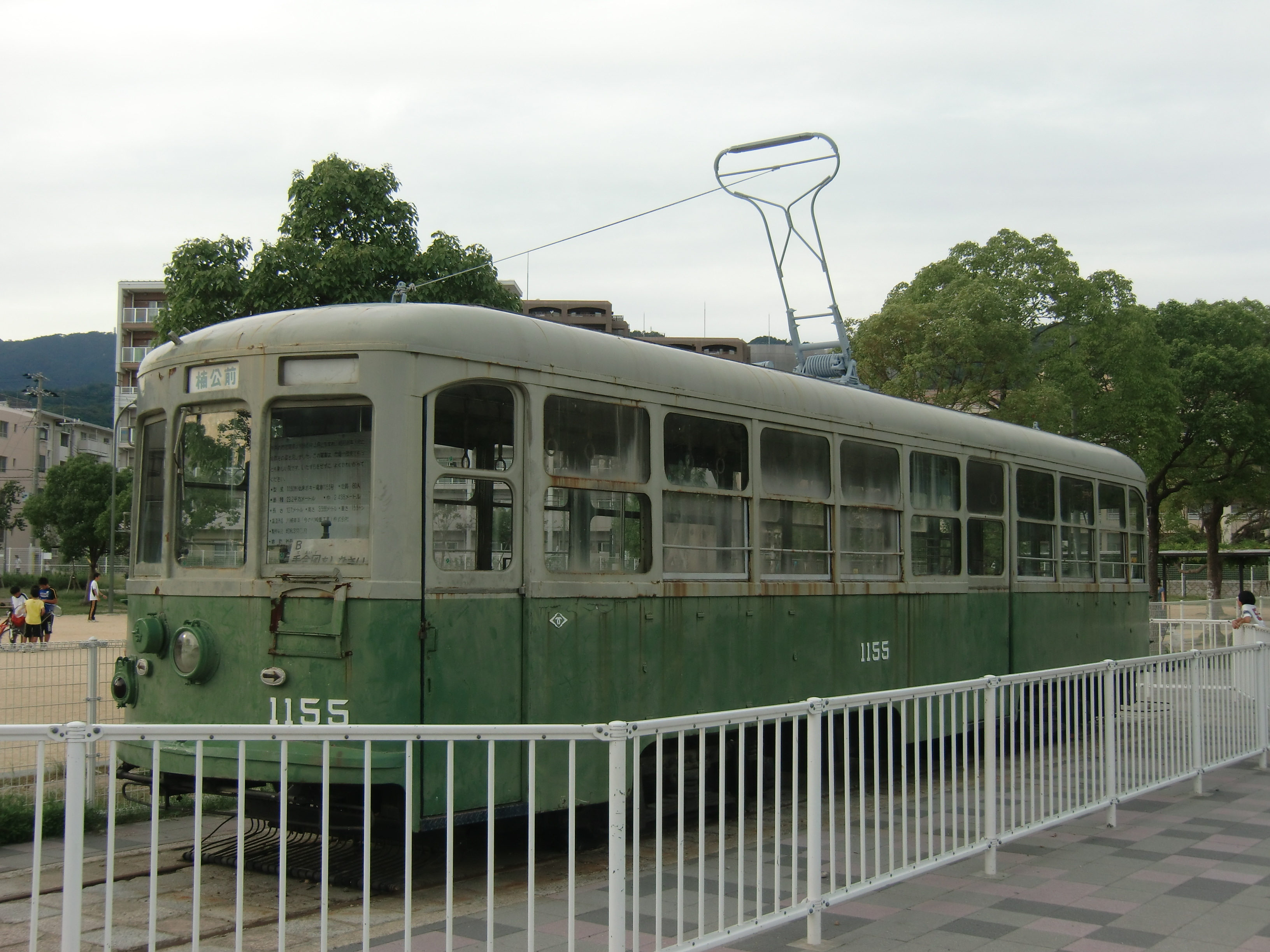
小寄公園（旧本山交通公園）で保存されている1155号（2012年10月8日撮影）

### 花電車

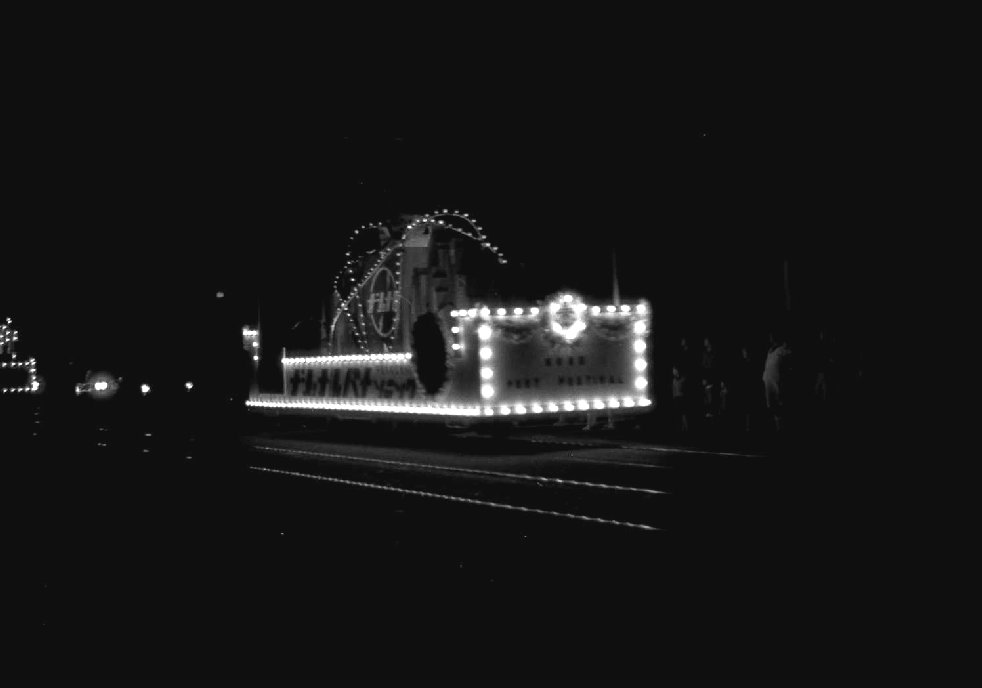
ナショナルの名が入っている電車 上沢通中山病院前、1963年頃
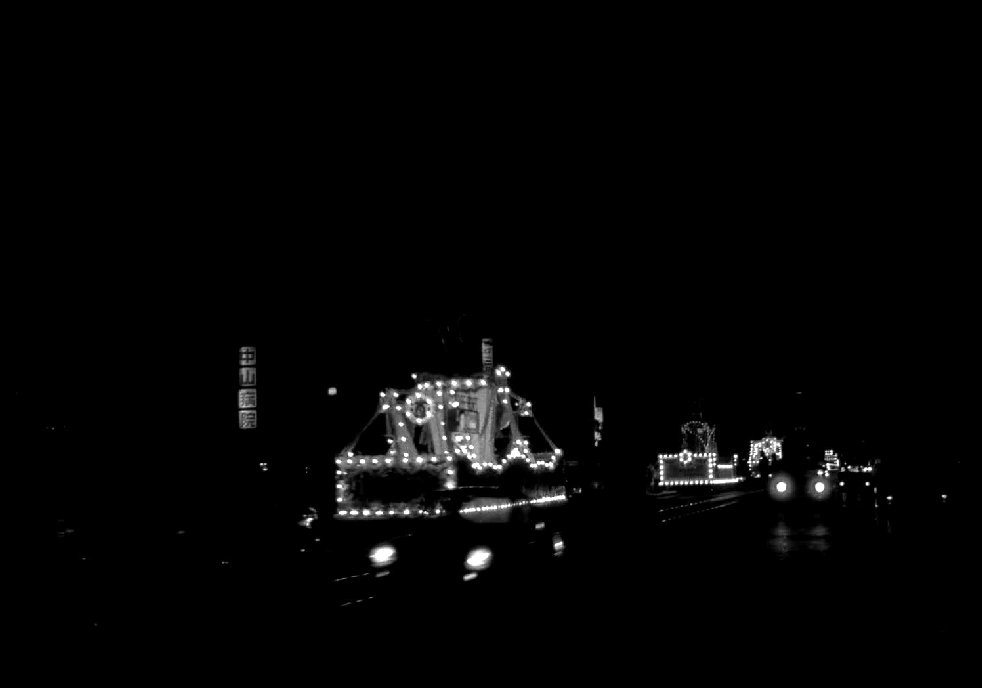
上沢通中山病院前、1963年頃

## 競合路線
いずれも元軌道線であり、これらとの競合も市電にとって脅威となった。
- 阪神電気鉄道
  - 阪神本線
  - 阪神国道線
  - 阪神国道電軌
- 阪急電鉄
  - 阪急神戸本線
  - 阪神急行電鉄
- 山陽電気鉄道
  - 山陽電気鉄道本線
  - 兵庫電気軌道

## LRT構想
市電全廃から50年を経た2021年の神戸市長選挙で3選された市長の久元喜造は、市の中心街である都心・三宮地区の回遊性を高めるために「少し時間がかかってもLRTが必要」という見解を打ち出した。想定されているのは三宮から海岸沿いに神戸駅に至るルートとされている。神戸市では2021年8月に「LRTが走る未来のKOBEを考える座談会」を設置し、3回の会合の後、2022年3月31日に報告書が市長に提出された。